# 勒羅伊 (印第安納州)
勒羅伊（英語：Leroy）是位於美國印地安納州萊克縣的一個非建制地區。